# Alerte aux marines
Pour plus de détails, voir Fiche technique et Distribution.
Alerte aux marines (The Fighting Seabees) est un film de guerre réalisé en 1944 par Edward Ludwig. Il retrace la création de l'unité des Seabees de l'US Navy lors de la Seconde Guerre mondiale.

## Synopsis
Wedge Donovan a été chargé de construire plusieurs aérodromes dans une île du Pacifique dès que les États-Unis sont entrés en guerre avec le Japon. Mais une offensive ennemie anéantit son équipe, car le commander Robert « Bob » Yarrow lui a refusé des armes. Sur l'île, débarque bientôt Constance Chesley, une journaliste. Fiancée à Yarrow, Constance cède au charme de Wedge. Lors d'une attaque des Japonais, Wedge fait face à l'ennemi, mais il subit de lourdes pertes alors que les troupes du commander attendaient en embuscade. Parmi les blessés se trouve Constance, qui avoue son amour à Wedge devant Bob.

## Fiche technique
- Titre original : The Fighting Seabees
- Titre français : Alerte aux marines
- Titre belge alternatif : Ceux du Pacifique
- Réalisation : Edward Ludwig, assisté de Philip Ford et Yakima Canutt
- Scénario : Borden Chase et Æneas MacKenzie
- Production : Albert J. Cohen
- Direction artistique : Duncan Cramer (en)
- Décors : Otto Siegel
- Costumes féminins : Adele Palmer (créditée Adele)
- Photographie : William Bradford (directeur de la photographie)
- Son : T.A. Carman et Howard Wilson
- Montage : Richard L. Van Enger
- Musique : Walter Scharf, Roy Webb
- Production : Albert J. Cohen
- Société de production : Republic Pictures
- Société de distribution : Republic Pictures
- Pays de production :  États-Unis
- Langue : Anglais
- Format : noir et blanc - 35 mm - 1,37:1 - Son mono
- Genre : Guerre
- Durée : 95 minutes
- Date de sortie aux États-Unis le 10 mars 1944, ressortie le 1er août 1948

## Distribution
- John Wayne (VF : Jean-Claude Michel) : Lt. Cmdr. Wedge Donovan
- Susan Hayward : Constance Chesley
- Dennis O'Keefe : Lt. Cmdr. Robert Yarrow
- William Frawley : Eddie Powers
- Leonid Kinskey : Johnny Novasky
- J. M. Kerrigan : Sawyer Collins
- Grant Withers : Whanger Spreckles
- Duncan Renaldo : L'ouvrier du bâtiment à la fête

Acteurs non crédités
- Nora Lane : Kitty
- Tom London : Johnson
- Charles Trowbridge : Randolph
- Robert J. Wilke : Un ouvrier du bâtiment

## Autour du film
Le film a été tourné de septembre à décembre 1943 aux studios Republic Pictures à Hollywood, à San Diego et dans un ranch à Chatsworth (Los Angeles).